# Hans Jürgen Drumm
Hans Jürgen Drumm (* 6. Mai 1937 in Saarbrücken; † 22. April 2018 in Regensburg) war ein deutscher Wirtschaftswissenschaftler.

## Leben
Nach dem Abitur an der Staatlichen Oberrealschule in Saarbrücken 1956 studierte er Betriebswirtschaftslehre an der Universität des Saarlandes, der Universität Hamburg und der Freien Universität Berlin (Diplom-Kaufmann 1964). Danach war er wissenschaftlicher Mitarbeiter bei Erich Kosiol. Drumm wurde 1968 an der Wirtschafts- und sozialwissenschaftlichen Fakultät der FU Berlin mit der Dissertation Elemente und Strukturdeterminanten des informatorischen Kommunikationssystems industrieller Unternehmungen. Eine Möglichkeitsanalyse aus der Sicht der Organisationslehre zum Dr. rer. pol. promoviert.
Später war er wissenschaftlicher Assistent am Institut für Ökonometrie und Unternehmensforschung der Universität des Saarlandes. 1972 habilitierte er sich mit einem Stipendium der Deutschen Forschungsgemeinschaft. Danach wurde er wissenschaftlicher Rat und Professor auf Lebenszeit. 1972/73 war er Lehrstuhlvertreter an der Universität Frankfurt am Main. 
1974 wurde er ordentlicher Professor für Betriebswirtschaftslehre (Personalwirtschaft, Organisation und Unternehmungsplanung) an der Universität Regensburg. Von 1975 bis 1977 war er Prodekan und von 1977 bis 1979 Dekan des dortigen Fachbereichs Wirtschaftswissenschaft. Von 1982 bis 1983 und von 2000 bis 2001 war er Geschäftsführer des Instituts für Betriebswirtschaftslehre. 1994/95 war er Senator der Universität Regensburg. 2005 wurde er emeritiert. Rufe nach Saarbrücken und Köln lehnte er ab.
Er war Mitglied der Bayerisch-sächsisch-thüringischen Studienreformkommission für Betriebswirtschaftslehre in der ehemaligen DDR. 1990 war er als Gastprofessor für Personalwirtschaft an der Bergakademie Freiberg, der TU Dresden und der Handelshochschule Leipzig tätig. Drumm ist Mitglied in der Schmalenbach-Gesellschaft für Betriebswirtschaft, in der Deutschen Gesellschaft für Operations Research, im Verein für Socialpolitik und im Verband der Hochschullehrer für Betriebswirtschaft (u. a. Vorsitzender der Kommission Personalwesen).

## Schriften (Auswahl)

### Monografien
- Elemente und Strukturdeterminanten des informatorischen Kommunikationssystems industrieller Unternehmungen. Eine Möglichkeitsanalyse aus der Sicht der Organisationslehre (= Betriebswirtschaftliche Forschungsergebnisse. Band 43). Duncker & Humblot, Berlin 1969.
- Automation und Leitungsstruktur. Die organisatorischen Auswirkungen von Mechanisierung, Automatisierung und Automation auf Instanzen und Leitungszusammenhang von Herstellungs- und Reparaturabteilung industrieller Unternehmungen. Ergebnisse einer empirischen Untersuchung (= Betriebswirtschaftliche Forschungsergebnisse. Band 47). Duncker & Humblot, Berlin 1970.
- Mit Christian Scholz: Personalplanung. Planungsmethoden und Methodenakzeptanz (= Regensburger Beiträge zur betriebswirtschaftlichen Forschung. Band 1). Haupt, Bern u. a. 1983, ISBN 3-258-03300-5. (2. Auflage, 1988)
- Personalwirtschaftslehre. Springer, Berlin u. a. 1989, ISBN 3-540-51163-6. (6. Auflage, 2008)

### Herausgeberschaften
- Individualisierung der Personalwirtschaft. Grundlagen, Lösungsansätze und Grenzen (= Regensburger Beiträge zur betriebswirtschaftlichen Forschung. Band 8). Haupt, Bern u. a. 1989, ISBN 3-258-04081-8.
- Mit Franz Böcker: Die europäische Herausforderung. Strategien für den Binnenmarkt. Springer, Berlin u. a. 1990, ISBN 3-540-52722-2.